# Rhamnus ishidae
Rhamnus ishidae är en brakvedsväxtart som beskrevs av Kingo Miyabe och Kudo. Rhamnus ishidae ingår i släktet getaplar, och familjen brakvedsväxter. Inga underarter finns listade i Catalogue of Life.